# Mae Faggs
Mae Faggs (Estados Unidos, 10 de abril de 1932-27 de enero de 2000) fue una atleta estadounidense, especializada en la prueba de 4 x 100 m en la que llegó a ser campeona olímpica en 1952.

## Carrera deportiva
En los JJ. OO. de Helsinki 1952 ganó la medalla de oro en los relevos 4 x 100 metros, con un tiempo de 45.9 segundos, por delante de Alemania y Reino Unido.
Cuatro años después, en los JJ. OO. de Melbourne 1956 ganó la medalla de bronce en la misma prueba, con un tiempo de 44.9 segundos, llegando a meta tras Australia que con 44.5 segundos batió el récord del mundo, y Reino Unido (plata), siendo sus compañeras de equipo: Isabelle Daniels, Margaret Matthews y Wilma Rudolph.